# Одюбон-Парк (Нью-Джерсі)
Одюбон-Парк (англ. Audubon Park) — місто (англ. borough) в США, в окрузі Кемден штату Нью-Джерсі. Населення — 991 особа (2020).

## Географія
Одюбон-Парк розташований за координатами 39°53′49″ пн. ш. 75°5′20″ зх. д. / 39.89694° пн. ш. 75.08889° зх. д. (39.896837, -75.088819).  За даними Бюро перепису населення США в 2010 році місто мало площу 0,40 км², з яких 0,38 км² — суходіл та 0,03 км² — водойми. В 2017 році площа становила 0,44 км², з яких 0,39 км² — суходіл та 0,05 км² — водойми.

## Демографія
Згідно з переписом 2010 року, у селищі мешкали 1023 особи в 493 домогосподарствах у складі 282 родин. Було 499 помешкань
Расовий склад населення:
| - 97,9 % — білих - 0,3 % — чорних або афроамериканців - 0,3 % — азіатів - 0,1 % — корінних американців |

До двох чи більше рас належало 1,3 %. Частка іспаномовних становила 2,1 % від усіх жителів.
За віковим діапазоном населення розподілялося таким чином: 13,3 % — особи молодші 18 років, 60,7 % — особи у віці 18—64 років, 26,0 % — особи у віці 65 років та старші. Медіана віку мешканця становила 48,7 року. На 100 осіб жіночої статі у селищі припадало 77,3 чоловіків;  на 100 жінок у віці від 18 років та старших — 75,0 чоловіків також старших 18 років.
Середній дохід на одне домашнє господарство  становив 51 918 доларів США (медіана — 44 722), а середній дохід на одну сім'ю — 60 478 доларів (медіана — 49 271). За межею бідності перебувало 8,6 % осіб, у тому числі 12,9 % дітей у віці до 18 років та 4,8 % осіб у віці 65 років та старших.
Цивільне працевлаштоване населення становило 466 осіб. Основні галузі зайнятості: роздрібна торгівля — 19,7 %, освіта, охорона здоров'я та соціальна допомога — 16,7 %, виробництво — 15,2 %.